# Élection présidentielle sud-coréenne de 2007
Une élection présidentielle a eu lieu en Corée du Sud le 19 décembre 2007 pour désigner le successeur du président Roh Moo-hyun, soutenu depuis 2004 par le parti Uri (libéral).

## Système électoral
Le président de la République est élu pour un mandat de cinq ans au suffrage universel direct, à un seul tour de scrutin, par l'ensemble des citoyens âgés de plus de 20 ans. Il n'est pas rééligible. Les candidats à l'élection présidentielle doivent être âgés d'au moins 40 ans, avoir résidé dans le pays depuis au moins 5 ans et avoir été éligibles à l'Assemblée nationale. La campagne officielle dure trois semaines, du 27 novembre au 18 décembre.

## Candidats
Lee Myung-bak, ancien maire de Séoul, s'est très tôt placé en position de favori. Il est devenu le candidat officiel du Grand parti national (GPN), principal parti d'opposition (conservateur), après l'avoir emporté en août, d'une courte tête (49,6 % contre 48,1 %) sur sa rivale Park Geun-hye dans l'élection primaire interne au GPN. Il met l'accent sur les questions économiques, ayant assoupli la position traditionnelle du GPN vis-à-vis de la Corée du Nord.
Lee Hoi-chang, deux fois candidat malheureux du GPN à l'élection présidentielle, en 1997 et 2002, a toutefois contesté la candidature de Lee Myung-bak, l'accusant notamment d'une position trop conciliante à l'égard de la Corée du Nord. Il se présente en candidat indépendant.
Les résultats officiels des primaires du GPN annoncé en août 2007 
- Lee Myung-bak (이명박) 81 084 voix (49,56 %)
- Won Hee-ryeong (원희룡) 2 398 voix (1,47 %)
- Park Geun-hye (박근혜) 78 632 voix (48,06 %)
- Hong Jun-pyo (홍준표) 1 503 voix (0,91 %)

Dans la majorité sortante, Chung Dong-young, ancien président du parti Uri, est le candidat du Nouveau parti démocratique uni (NPDU), qui réunit diverses composantes libérales. Le 15 octobre 2007, il a remporté l'élection primaire interne au Nouveau Parti démocratique unifié avec 43,8 % des voix, devant Sohn Hak-kyu (34 %), ancien gouverneur de la province de Gyeonggi et ancien membre du GPN, qui avait longtemps été le mieux placé des candidats pro-gouvernementaux, et Lee Hae-chan (22,2 %).
Les autres candidats sont Moon Kook-hyun, du Parti de la Corée créative (libéral), Kwon Young-ghil, du Parti démocratique du travail de Corée (gauche), Rhee In-je, du Parti démocrate (libéral), Chung Kun-mo (conservateur modéré), Huh Kyung-young (conservateur), Chun Kwan (conservateur), Geum Min, qui dirige le Parti socialiste coréen, et Lee Soo-sung (modéré).

## Campagne
Le second sommet intercoréen de l'histoire de la péninsule s'est tenu du 2 au 4 octobre 2007 à Pyongyang, marquant l'engagement des deux présidents démocrates élus depuis 1997, Kim Dae-jung puis Roh Moo-hyun, à encourager les relations intercoréennes, malgré les critiques de l'opposition conservatrice. Le retour au pouvoir du Grand parti national, dont il est écarté depuis dix ans est perçu par certains comme pouvant entraîner une révision de la « politique du rayon du soleil » jusqu'alors conduite vis-à-vis du Nord par la majorité démocrate (voir l'article détaillé Réunification de la Corée).
Les sondages ont montré la progression de Moon Kook-hyun, ancien PDG de Yuhan Kimberly, susceptible de menacer la position de Chung Dong-young dans le camp libéral. La fin de campagne a été dominée par des accusations de corruption à l'encontre de Lee Myung-bak par un de ses anciens associés, Kim Kyung-joon. Les poursuites ont toutefois été abandonnées le 5 décembre, faute de preuves. Les adversaires de Lee Myung-bak ont contesté l'absence d'indépendance des procureurs et, malgré la demande en ce sens du président sortant Roh Moo-hyun, l'enquête n'a pas été rouverte quelques jours avant le scrutin. En revanche, le Parlement a décidé la création d'une commission d'enquête parlementaire. Deux semaines avant le scrutin, selon un sondage de la radio KBS réalisé le 5 décembre, Lee Myung-bak restait en tête des intentions de vote  (avec 45,3 %), devant Chung Dong-young (18,5 %), Lee Hoi-chang (13,1 %), Moon Kook-hyun (4,8 %), Kwon Young-ghil (2,7 %) et Rhee In-je (0,6 %).

## Résultats
Plus de 37 millions de Sud-Coréens étaient appelés à voter dans 13 178 bureaux de vote, environ 24 millions se sont déplacés. Le 19 décembre, les sondages à la sortie des urnes donnent Lee Myung-bak vainqueur de l'élection présidentielle avec une majorité écrasante ; il obtiendrait 50,3 % des voix. Chung Dong-young, recueillerait 26 % tandis que le candidat indépendant Lee Hoi-chang terminerait à la troisième place avec 13,5 % des voix.
Chung Dong-young a reconnu sa défaite à la mi-journée. Les résultats définitifs annoncés le 20 décembre sont 48,7 % des suffrages pour Lee Myung-bak qui doit prendre ses fonctions le 25 février 2008, contre 26,1 % au second, Chung Dong-young.
| .   | Candidat                  | Parti                                        | Nombre de voix | %      |
| --- | ------------------------- | -------------------------------------------- | -------------- | ------ |
| 1.  | Lee Myung-bak (이명박)    | Grand parti national                         | 11 492 389     | 48,7   |
| 2.  | Chung Dong-young (정동영) | NPDU                                         | 6 174 681      | 26,1   |
| 3.  | Lee Hoi-chang (이회창)    | Indépendant, ex-GPN                          | 3 559 963      | 15,1   |
| 4.  | Moon Kook-hyun (문국현)   | Parti de la Corée créative                   | 1 375 498      | 5,8    |
| 5.  | Kwon Young-ghil (권영길)  | Parti démocratique du travail de Corée       | 712 121        | 3,0    |
| 6.  | Lee In-je (이인제)        | Parti démocrate                              | 160 708        | 0.7    |
| 7.  | Huh Kyung-young (허경영)  | Parti républicain                            | 96 756         | 0,4    |
| 8.  | Geum Min (금민)           | Parti socialiste coréen                      | 18 223         | 0,1    |
| 9.  | Chung Kun-mo (정근모)     | True Owner Coalition                         | 15 380         | 0,1    |
| 10. | Chun Kwan (전관)          | Chamsaram Society Full True Act              | 7 161          | 0,0    |
| 11. | Sim Dae-pyung (심대평)    | Parti du peuple d'abord                      | Retiré         |        |
| 12. | Lee Soo-sung (이수성)     | Coalition populaire pour l'unité et l'avance | Abandonne      |        |
|     |                           |                                              | 23 732 854     | 100,00 |